# Hurontario LRT
Линия лёгкого метро «Гуронтарио», Hurontario LRT (ранее Hurontario — Main LRT) — строящаяся линия скоростного трамвая в Миссиссоге, Онтарио, Канада. Линия будет проходить на север по улице Hurontario Street от Port Credit до границы с соседним городом Брамптон, Онтарио. Линия будет построена и эксплуатироваться в рамках государственно-частного партнерства Mobilinx, консорциума частных европейских и японских компаний, при этом провинциальное транзитное агентство Metrolinx сохранит за собой право собственности на линию.
Власти городов Миссиссога и Брамптон решили, что скоростной транзит вдоль Гуронтарио необходим под двум причинам: 1) хроническая переполненность самого загруженного автобусного маршрута Миссиссоги (и пригородного района Большого Торонто), 19 Hurontario, который перевозит более 25000 пассажиров в день; 2) многочисленные предложения застройки высокой плотности вдоль коридора и высокие темпы роста в обоих городах. Изначально предлагались три варианта: легкорельсовый транспорт для всего коридора, скоростной автобусный транспорт для всего коридора или их комбинация (скоростной автобусный транспорт к югу от центра города Миссиссога и автобусный экспресс к северу от него). После трех общественных информационных сессий жители обоих городов отдали предпочтение легкорельсовому транспорту по всей длине коридора.
Строительство началось в 2020 году, и планируется, что линия будет введена в эксплуатацию осенью 2024 года.